# おはなしたまてばこ
『おはなしたまてばこ』は東京12チャンネル（現：テレビ東京）で放送されていた15分間の児童向け番組。
1976年10月4日から1978年9月29日まで、毎週月-金、18時-18時15分に放送。

## 概要
内容は当時「アタックNo.1」（フジテレビ）の主題歌歌唱、「ふえはうたう」（NHK教育）で“歌のお姉さん”であった大杉久美子が、民話、名作、昔話を手作りの人形や紙人形を交えて、歌とお話で紹介するもの。
第一週はカルロ・コッローディの名作「ピノッキオの冒険」だった。なお番組で使われる人形の作り方を毎回紹介していた。